# David Panuelo

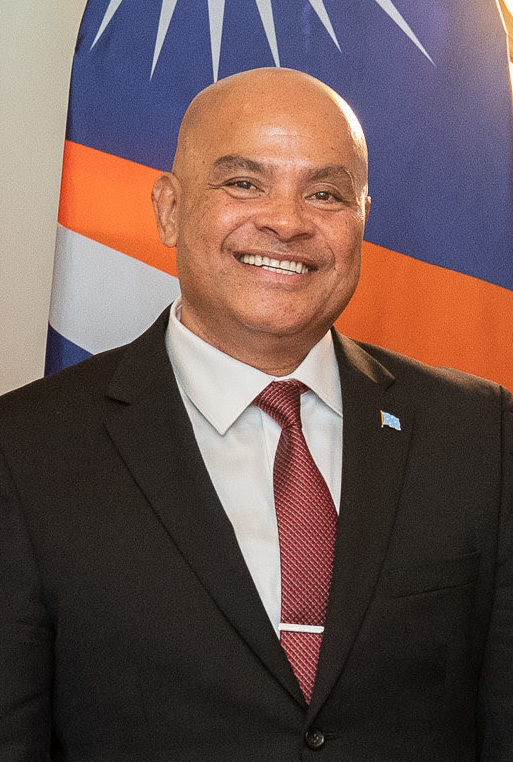
David Panuelo (2019)

David W. Panuelo (* 13. April 1964 auf den Karolinen) ist ein mikronesischer Politiker. Er war vom 11. Mai 2019 bis zum 11. Mai 2023 Präsident der Föderierten Staaten von Mikronesien.

## Leben
Geboren im damaligen Treuhandgebiet Pazifische Inseln unter der Souveränität der Vereinigten Staaten, studierte er am Eastern Oregon State College in Oregon, wo er 1987 seinen Bachelor of Arts in Politikwissenschaft erhielt. Im Jahr 1988 absolvierte er eine Berufsausbildung in Australien und war ab diesem Jahr beim Außenministerium der Föderierten Staaten von Mikronesien angestellt. Er wurde 1989 zum stellvertretenden Leiter der diplomatischen Mission in Fidschi ernannt. Von 1993 bis 1996 war er der stellvertretende Leiter der diplomatischen Mission des Landes bei den Vereinten Nationen.
Er ist seit den Wahlen 2011 als Repräsentant der Insel Pohnpei im Kongress der Föderierten Staaten von Mikronesien vertreten und wurde am 5. März 2019 mit einem Sieg über Peter Christian wiedergewählt. Am 11. Mai trat er die Nachfolge von Peter Christian als Präsident der Föderierten Staaten von Mikronesien an, der vom Kongress gewählt wird.